# Indicatif régional 913

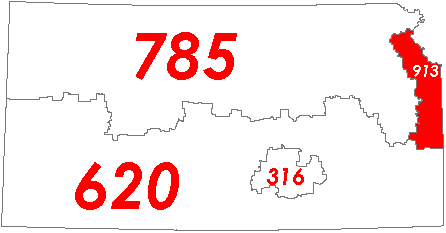
Cartes des indicatifs régionaux du Kansas : indicatif régional NANP 913 (en rouge).

L'indicatif régional 913 est l'indicatif téléphonique régional qui dessert la partie de la zone métropolitaine de Kansas City située dans l'État du Kansas aux États-Unis, c'est-à-dire l'extrême est de la partie nord de l'État du Kansas.
L'indicatif régional 913 fait partie du Plan de numérotation nord-américain.

## Historique des indicatifs régionaux du Kansas
Cet indicatif date de 1947 et est l'un des indicatifs originaux du Plan de numérotation nord-américain. En 1947, l'indicatif couvrait toute la partie nord de l'État du Kansas. À la même époque, toute la partie sud de l'État était desservie par l'indicatif 316.
Le 12 février 1997, la scission de l'indicatif 913 a créé l'indicatif 785. L'indicatif 913 a conservé la partie extrême est de son territoire original alors que l'indicatif 785 obtenait le reste du territoire original de l'indicatif 913.
Le 21 septembre 2000, la scission de l'indicatif 316 a créé l'indicatif 620. L'indicatif 316 a conservé la ville de Wichita et la région avoisinante alors que l'indicatif 620 obtenait le reste du territoire original de l'indicatif 316.